# Gruppo Sportivo Acciaierie e Ferriere Lombarde Falck 1932-1933
Questa voce raccoglie le informazioni riguardanti il Gruppo Sportivo Acciaierie e Ferriere Lombarde Falck nelle competizioni ufficiali della stagione 1932-1933.

## Rosa
| N. |                   | Ruolo | Calciatore       |
| -- | ----------------- | ----- | ---------------- |
|    | Italia (bandiera) | A     | Osvaldo Balbiani |
|    | Italia (bandiera) | C     | Antonio Bonisolo |
|    | Italia (bandiera) | C     | Orazio Briganti  |
|    | Italia (bandiera) | C     | Antonio Brioschi |
|    | Italia (bandiera) | D     | Giulio Carra     |
|    | Italia (bandiera) | D     | Bruno Cescon     |
|    | Italia (bandiera) | C     | Faustino Chiappa |
|    | Italia (bandiera) | A     | Aldo Ducceschi   |
|    | Italia (bandiera) | P     | Emilio Drusian   |
|    | Italia (bandiera) | A     | Carlo Farina     |
|    | Italia (bandiera) | C     | Giovanni Marin   |
|    | Italia (bandiera) | D     | Mario Mazzola    |
|    | Italia (bandiera) | C     | Ottavio Moizo    |

| N. |                   | Ruolo | Calciatore          |
| -- | ----------------- | ----- | ------------------- |
|    | Italia (bandiera) | D     | Francesco Mucci     |
|    | Italia (bandiera) | A     | Carlo Musso         |
|    | Italia (bandiera) | D     | Aldo Pagnini        |
|    | Italia (bandiera) | P     | Michele Pallavicini |
|    | Italia (bandiera) | P     | Ettore Proserpio    |
|    | Italia (bandiera) | D     | Dante Rondelli      |
|    | Italia (bandiera) | A     | Carlo Rossi         |
|    | Italia (bandiera) | A     | Angelo Russo        |
|    | Italia (bandiera) | D     | Giuseppe Seregni    |
|    | Italia (bandiera) | A     | Pietro Seregni      |
|    | Italia (bandiera) | A     | Luigi Tommasini     |
|    | Italia (bandiera) | D     | Pietro Verga        |
|    | Italia (bandiera) | A     | Carlo Zappa         |

## Arrivi e partenze
| Acquisti | Acquisti            | Acquisti        | Acquisti          |
| -------- | ------------------- | --------------- | ----------------- |
| D        | Giulio Carra        | Bressanone      | definitivo        |
| D        | Bruno Cescon        | Vis Nova        | definitivo        |
| C        | Giovanni Marin      | Legnano         | definitivo        |
| D        | Mario Mazzola       | Varese          | definitivo        |
| C        | Ottavio Moizo       | Da squadra ULIC | definitivo        |
| D        | Aldo Pagnini        | Monza           | definitivo        |
| P        | Michele Pallavicini | Pavia           | militare a Milano |
| A        | Angelo Russo        | Foggia          | militare a Milano |
| A        | Luigi Tommasini     | Trevigliese     | definitivo        |
| A        | Carlo Zappa         | Bruno Calò      | congedo militare  |

| Cessioni | Cessioni          | Cessioni | Cessioni   |
| -------- | ----------------- | -------- | ---------- |
| A        | Diego Ghezzi      | ???      | definitivo |
| A        | Alfredo Simonatti | ???      | militare   |